# Duns
Duns ist eine Stadt in Berwickshire in der Council Area Scottish Borders im Süden Schottlands, etwa 20 km nördlich der Grenze zu England und 70 km südöstlich von Edinburgh gelegen. Duns war bis zu deren Auflösung die Hauptstadt der Grafschaft Berwickshire. 2011 hatte das Städtchen 2753 Einwohner.

## Tourismus und Sehenswürdigkeiten
- neugotische Schloss Duns Castle.
- Der Architekt John Kinross  erbaute 1905  Manderston House vor den Toren von Duns für Sir James Miller, der durch seine Hochzeit mit Eveline Curzon in eine der ältesten schottischen Adelsfamilien eingeheiratet hatte. Das monumentale Schloss gilt als Abgesang auf die Ära der großen britischen Landsitze. Die Fernsehserie The Edwardian Country House wurde in Manderston House gedreht.
- Edin’s Hall, der größte Broch Schottlands nördlich von Duns

Duns wird von Golfspielern, Anglern und Wanderern besucht.

## Sport
Das in Duns gepflegte Ba-Spiel (Ba’Game of Duns) ist eine Art mittelalterliches Fußballspiel mit einem goldenen, einem silbernen und einem andersfarbigen Ball. Der Ball wurde auf dem Marktplatz in die Höhe geworfen und musste von verheirateten Männern in der Kanzel der Kirche, von Junggesellen jedoch im Trichter einer der Mühlen der Umgebung platziert werden. Gewann ein Junggeselle, wurde er von dem Müller mit einem Rindfleisch- und Knödelessen belohnt. 1949 wurde das Spiel im Rahmen des Duns Summer Festivals wiederbelebt, allerdings wird nun auf zwei „Tore“ in den Straßen von Duns gespielt.
Seit 1997 findet jährlich im Juli in Duns, Kelso und Umgebung das Rallye-Rennen Jim Clark Memorial Rally statt, das etwa 50.000 Besucher anzieht.

## Söhne und Töchter der Stadt
- Der schottische Auto-Rennfahrer und zweifache Formel-1-Weltmeister Jim Clark (1936–1968) ist in der Grafschaft Fife geboren und in der Nähe von Duns aufgewachsen.
- Geburtsort des mittelalterlichen Philosophen Johannes Duns Scotus
- Der im 18. Jahrhundert wirkende berühmte Neurophysiologe John Brown wuchs in Duns auf.
- Auf Duns Castle wurde der Ägyptologe, Reisende und Antiquitätenhändler Robert Hay (1799–1863) geboren.

## Städtepartnerschaft
- Żagań in der polnischen Woiwodschaft Lebus.[2][3]